# Distrikt Querocoto

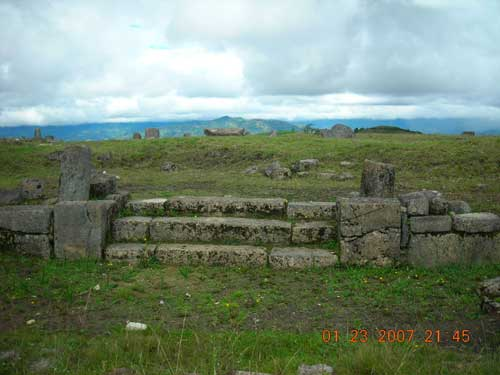
Archäologischer Fundplatz Pacopampa

Der Distrikt Querocoto liegt in der Provinz Chota in der Region Cajamarca in Nordwest-Peru. Der Distrikt wurde am 14. Mai 1876 gegründet. Er hat eine Fläche von 299 km². Beim Zensus 2017 wurden 8849 Einwohner gezählt. Im Jahr 1993 lag die Einwohnerzahl bei 10.410, im Jahr 2007 bei 9229. Sitz der Distriktverwaltung ist die 2422 m hoch gelegene Ortschaft Querocoto mit 801 Einwohnern (Stand 2017). Querocoto liegt etwa 52 km westlich der Provinzhauptstadt Chota. Knapp 4 km nordöstlich von Querocoto befindet sich der archäologische Fundplatz Pacopampa. Im Süden befindet sich das Waldschutzgebiet Pagaibamba.

## Geographische Lage
Der Distrikt Querocoto liegt in der peruanischen Westkordillere im Nordwesten der Provinz Chota. Der Río Chotano fließt entlang der nordöstlichen Distriktgrenze nach Norden.
Der Distrikt Querocoto grenzt im Südwesten an den Distrikt Llama, im Westen an die Distrikte San Juan de Licupis und Miracosta, im Norden an den Distrikt Querocotillo (Provinz Cutervo), im Nordosten an den Distrikt Cutervo (ebenfalls in der Provinz Cutervo) sowie im Südosten an den Distrikt Huambos.